# Kuchnia białoruska

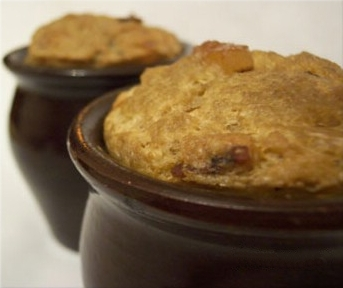
Babka kartoflana (białorus. бульбяная бабка) – tradycyjna potrawa białoruska z ziemniaków

Kuchnia białoruska – kuchnia narodowa Białorusinów, w której unikatowe i wspólne z ościennymi narodami potrawy oraz napoje są przyrządzane według przepisów ludowych i wiekowych tradycji kulinarnych. Prosta i pożywna kuchnia oparta na źródłach pożywienia (głównie zbożach i warzywach bulwiastych) dostępnych na Białorusi. Uważana za dość ciężkostrawną i tłustą. Tradycyjne potrawy białoruskie są stosunkowo łatwe do przygotowania i działają rozgrzewająco. Tradycyjna kuchnia białoruska oferuje duży wybór potraw ziemniaczanych oraz mącznych. Jej podstawę stanowiły ziemniaki, kwaśny chleb żytni, kapusta i wieprzowina. 
Przykładami charakterystycznych potraw są: zrazy, kołduny, maczanka z blinami i placki kartoflane (draniki) ze śmietaną, syrniki; zupy – żur, krupnik, chłodnik i barszcz, a z napojów – sok brzozowy i kwas chlebowy.
Charakterystyczne dla niej jest również szerokie wykorzystywanie buraków ćwikłowych, leśnych grzybów i jagód, jęczmienia, kwaśnej śmietany oraz solonej słoniny. Potrawy są przyprawiane do smaku cebulą i czosnkiem oraz ozdabiane natką pietruszki i koperkiem – warzywami łatwymi do uprawy w przydomowych ogródkach. 
Narodowa kuchnia Białorusinów ma regionalne, lokalne, a nawet rodzinne odmiany. Jest przy tym podobna do kuchni sąsiednich narodów. Zarazem elementy tradycyjnej kuchni białoruskiej przeniknęły do kuchni sąsiadów.
W Polsce tradycyjne potrawy białoruskie są obecne w kuchni podlaskiej, albowiem na terenie północno-wschodniej Polski od wieków żyją obok siebie Polacy i Białorusini, a także Tatarzy, Rosjanie i Żydzi.

## Historia
Większość powszechnie dostępnych książek o kuchni białoruskiej została napisana dopiero w XIX wieku, z tego powodu trudno jest określić, ile wieków liczy narodowa kuchnia Białorusinów. Podczas gdy jedni upatrują jej początków w XIII wieku, łącząc z datą narodzin narodu białoruskiego, to inni wskazują z powyższego powodu dopiero na XIX wiek. 

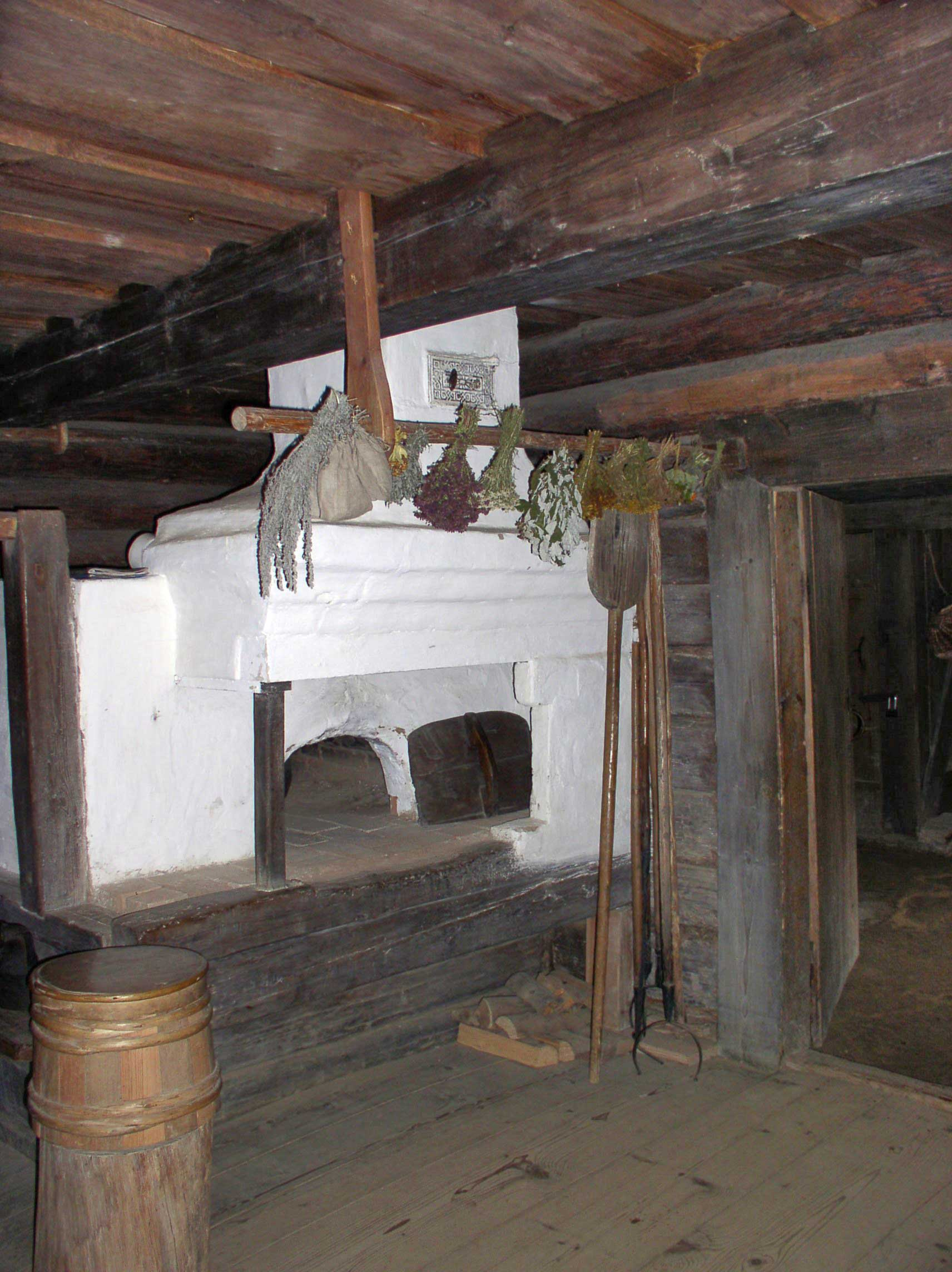
Rosyjski typ pieca był używany również na Białorusi do przygotowywania posiłków

Do około XVI wieku codzienne pożywienie wyższych warstw społecznych (szlachta) i chłopów było podobne i różniło się jedynie jakością spożywanych potraw oraz regularnością posiłków. Importowane produkty spożywcze były spożywane jedynie epizodycznie. Po tym okresie sarmatyzm przyczynił się do zachowania prostych dań w jadłospisie szlachty i magnatów.
Od XVI wieku jadło chłopskie już znacząco różniło się od wykwintnych potraw spożywanych przez białoruską szlachtę. Ze względu na uwarunkowania klimatyczne (długie, srogie zimy i krótki okres wegetacji roślin) oraz ciężką pracę fizyczną chłopów – ich strawa musiała pokryć duże zapotrzebowanie energetyczne oraz ogrzać ciało, czyli być pożywną i gorącą. Podczas gdy chłopi, dysponujący ograniczoną dostępnością surowców i półproduktów spożywczych, głównie sezonowych, wymyślali proste sposoby na przygotowanie smacznych i pożywnych potraw, to najbardziej zamożne i wpływowe rody, które posiadały swoje majątki ziemskie na Białorusi, np. Radziwiłłowie, Sapiehowie i Tyszkiewiczowie, urządzali wystawne przyjęcia, na których serwowano wina z Hiszpanii, Włoch i Węgier.
Od wieków na wsi uprawiano na własne potrzeby warzywa korzenne bogate w skrobię, aby zaspokoić głód. Podstawę kulinarną stanowiły: ziemniaki (od początku XIX wieku), a także warzywa (kapusta, w tym kiszona; rzepa, buraki, marchew, brukiew, pasternak, ogórki, cebula i czosnek), rośliny strączkowe (bób, groch, soczewica, fasola), owoce z sadu, grzyby, owoce leśne i miód. Zanim ziemniaki upowszechniły się na terenie obecnej Białorusi, uprawiano od XI wieku rzepę, która pełniła podobną do nich rolę w kuchni. Także brukiew została stopniowo wyparta z jadłospisu przez ziemniaki i obecnie jest bardzo rzadko uprawiana. 
Sól pochodziła z importu, podobnie jak śledzie.
Białoruskie gospodynie same piekły w domu chleb z mąki żytniej. Ciasto na chleb zakwaszano zaczynem, a zagniatano ręcznie na czystym stole. Po wyrośnięciu formowano bochenki chleba, które wsadzano do pieca na łopacie. W zależności od liczby członków rodziny pieczono od 4 do nawet 15 bochenków. W latach nieurodzaju i klęsk oraz wiosną, gdy brakowało mąki żytniej, do wypieku chleba żytniego stosowano różne domieszki: jęczmień, owies, grykę, pszenicę, gotowane tłuczone ziemniaki, surowe ziemniaki starte na tarce, plewy, a nawet liście szczawiu, lebiody czy żołędzie i zmarznięte ziemniaki. Na spożywanie białego chleba z mąki pszennej i bez domieszek mogli pozwolić sobie jedynie zamożni ludzie.
Śniadanie chłopa, spożywane o brzasku, składało się z gotowanych ziemniaków i pieczonych naleśników lub omletu. Obiad spożywany był w południe i dzieci przynosiły go ojcom pracującym na polu w tzw. dwojakach. W jednej przegrodzie znajdował się zawiesisty barszcz z kawałkami mięsa, tłuszczu, warzyw, ziemniaków i grzybów, w drugiej zaś potrawa przyrządzana z ziemniaków i ziarna. Przez kilka stuleci popularna była potrawa z ugotowanego grochu ze skwarkami i kiszoną kapustą. 
Cechą charakterystyczną dawnej kuchni białoruskiej było stosowanie dużych ilości czosnku i cebuli do przyrządzania strawy, natomiast spożywano mniej produktów mlecznych niż obecnie. Śmietaną lub mlekiem zabielano zupy i kaszę. Na święta robiono z mleka ser twarogowy. Twaróg także suszono i w ten sposób przechowywano. Rozwój hodowli krów mlecznych i znaczący wzrost produkcji mleka miał miejsce dopiero w późnym okresie XIX wieku, co jednocześnie łączyło się z zapoczątkowaniem produkcji serów podpuszczkowych w ówczesnym Imperium Rosyjskim.
Jedzenie popijano kwasem chlebowym, kompotem lub kwaśnym mlekiem. Kolacja była spożywana w domu tuż po zachodzie słońca i składała się z ziemniaków połączonych z wywarem warzywno-mięsnym. 
Jesienią i zimą nie brakowało pokarmu, ale wiosną, gdy kończyły się zapasy produktów rolnych, które skonsumowano podczas długiej i mroźnej zimy, często brakowało jedzenia. Szczególnie włościanie byli narażeni na głód na przednówku, w mniejszym stopniu mieszczanie i szlachta.
W przydomowych zagrodach chowano bydło domowe, świnie, owce, kozy i drób (kury, gęsi i kaczki). Mięso gościło na chłopskich stołach tylko od święta oraz po świniobiciu lub zarżnięciu byka. Uboju świń najczęściej dokonywano późną jesienią lub na początku zimy (przed świętami). Mięso wieprzowe głównie solono i suszono, rzadko wędzono. Wędzone kiełbasy, boczek oraz soloną słoninę przechowywano na później. Białorusini preferowali mięso wieprzowe ponad wołowe, zaś lekko solona słonina uchodziła za przysmak. Wśród arystokracji popularna była pieczona gęś z pieprzem jako danie mięsne. Spożywano więcej niż współcześnie gotowanych lub pieczonych ryb, łowionych w rzekach i jeziorach. Chłopi zajmowali się zbieraniem grzybów i leśnych borówek, które przechowywano także na zimę.
Przyprawy z dalekich krajów, herbata i cukier stanowiły rzadkość na stołach. Zagraniczne przyprawy dopiero w XVII, XVIII wieku były w dużych ilościach wykorzystywane do przygotowywania potraw w kuchniach wyższych warstw społecznych. Słodzono miodem. Pomarańcze i cytryny w XVII wieku można było spotkać jedynie na stołach w domach magnackich i u przedstawicieli średniej szlachty. Prości ludzie doprawiali jedzenie do smaku lokalnymi przyprawami.
Dostępne były oleje roślinne: lniany i konopny.
Włościanie popijali jedzenie kwasem chlebowym, sokiem brzozowym lub klonowym, piwem, nalewkami alkoholowymi, miodem pitnym oraz herbatkami sporządzanymi z owoców lub ziół.
Powszechnymi napojami alkoholowymi były: słabe piwo i miód pitny. Wino sprowadzano. Wódka, która pojawiła się  pod koniec XV wieku, stała się głównym napojem alkoholowym pod koniec XVII i na początku XVIII wieku.
Na kształt tradycyjnej kuchni białoruskiej miały także wpływ religijne nakazy i zakazy żywieniowe podczas świąt, podobnie jak w przypadku kuchni rosyjskiej.
Kawę zaczęto pić pod koniec XVII wieku, a herbatę od połowy XVIII wieku.
W czasach stalinizmu na skutek realizowania przymusowej degradacji społecznej i materialnej warstw wyższych doszło do zaniku tradycji i wykwintnej kuchni pańskiej. Kontynuowane były jedynie chłopskie tradycje kulinarne. W polityce ZSRR dążono do osłabienia tradycji narodowościowych poszczególnych republik, w tym Białorusi – rusyfikacja pociągnęła za sobą także ograniczenie tradycyjnych elementów w kuchni. Partyjne władze komunistyczne propagowały rozwój kultury radzieckiej, także w sztuce kulinarnej. Dążono do stworzenia od początku tzw. „nowej kuchni białoruskiej” – na nowo wymyślano nazwy potraw i przepisy, pomijając dziesięciowiekową tradycję. Dopiero po 1991 możliwy stał się powrót do wyrafinowanej kuchni białoruskich panów.
Smak tradycyjnej kuchni białoruskiej pozostaje od wieków nieodłącznie związany aż po dziś ze stosowaniem darów lasu w przepisach kulinarnych.
Obecnie białoruskie restauracje oferują klientom dania tradycyjne i międzynarodowe. W dalszym ciągu wiele potraw przyrządzanych jest na bazie ziemniaków z warzywami i grzybami, które są pieczone w piekarniku.

## Obce wpływy i pokrewieństwa
Na kształt narodowej kuchni Białorusinów wywarły wpływ kuchnie narodów sąsiadujących i narodów zamieszkujących wspólnie z Białorusinami. Od wieków przodkowie dzisiejszych Białorusinów i inne narody słowiańskie oraz plemiona bałtyckie mieszkały na tym samym obszarze Wielkiego Księstwa Litewskiego – państwa, które od XIII wieku do 1795 roku obejmowało ziemie dzisiejszej Litwy, Białorusi, północno-wschodniej Polski, części Ukrainy i zachodnich kresów Rosji. Z tych względów kuchnia białoruska jest podobna do kuchni litewskiej, ukraińskiej, polskiej i rosyjskiej. 
Zwyczaje kulinarne emigrantów, którzy osiedlili się na stałe na Białorusi, także odcisnęły wyraźne ślady w sztuce kulinarnej – można dostrzec wpływy kuchni żydowskiej i tatarskiej. Żydowskim właścicielom zajazdów kuchnia białoruska zawdzięcza m.in. wprowadzenie w XIX wieku oryginalnych potraw ziemniaczanych z Niemiec, np. babki ziemniaczanej nawiązującej do żydowskiego dania kugel. Także Tatarzy, którzy osiedlali się na Białorusi dobrowolnie (jako uciekinierzy z Krymu) lub przymusowo (jako jeńcy wojenni Wielkiego Księcia Litewskiego) odcisnęli swój wpływ na tradycyjnej kuchni białoruskiej. Tatarzy uchodzili za wyśmienitych kucharzy baraniny, mięsa końskiego i gęsiny. Wprowadzili do kuchni białoruskiej warzywa i przyprawy pochodzące z imperium osmańskiego.
Kuchnia polska, a także żydowska i tatarska oddziaływały na kuchnię białoruską głównie od XIII do XIX wieku, zaś w XIX wieku nasiliły się wpływy rosyjskie podczas późniejszego panowania rosyjskiego i radzieckiego na terenie Białorusi.
Na wpływy innych kultur były podatne w szczególności wyższe warstwy społeczne (białoruska szlachta i magnateria). Elita białoruska przejęła też wiele elementów z kuchni państw Europy Zachodniej (Niemiec i Francji) oraz Włoch. Natomiast przepisy na tradycyjne potrawy przetrwały wśród białoruskich chłopów. Dopiero po uwłaszczeniu w 1861 elementy obcych kuchni dotarły do mas niższych warstw społecznych. Przykładem potrawy, która przyjęła się wśród wyższych i niższych warstw są łazanki (biał. лазанкі) nawiązujące do włoskiej lasagni. Wpływy obcych kuchni na tradycyjną kuchnię białoruską nie są rozłożone równomiernie, lecz zależą od położenia geograficznego. Elementy kuchni staropolskiej są najbardziej wyraźne na zachodzie Białorusi (Grodno i Brześć). W północnej części (Witebsk) silnej zaznaczone są wpływy kuchni rosyjskiej i litewskiej. Typowa kuchnia białoruska występuje w środkowej części kraju (Mińsk) oraz na wschodzie (Mohylew).
Historyk kulinarny Wiliam Pochlebkin uważał, że różnorodność religijna białoruskiej populacji utrudniła wykształcenie się tradycyjnych potraw i technik kulinarnych charakterystycznych wyłącznie dla Białorusi.

## Cechy charakterystyczne
Cechy charakterystyczne dla tradycyjnej kuchni białoruskiej:
- duży wybór dań z ziemniakami (zob. łokszyny z mąki ziemniaczanej),
- różnorodna postać masy ziemniaczanej stosowana do dalszej obróbki kulinarnej (surowe lub gotowane, starte na tarce, tłuczone, gotowane w mundurkach, w kombinacji z mąką itd.)[6],
- duży wybór potraw mącznych[21] (pierogi, placki, naleśniki),
- konsumpcja serów żółtych (sery podpuszczkowe są produkowane na Białorusi od końca XIX wieku[13]) i twarogowych[21],
- dodawanie świeżych lub solonych grzybów do potraw gotowanych lub duszonych, sosów i jako składnik nadzienia[7] w celu nadania im wykwintnego smaku i zapachu (rzadkie są natomiast dania wyłącznie grzybowe[6]),
- stosowanie małej ilości przypraw[22],
- różne rodzaje zup przeznaczonych do serwowania na zimno (latem) lub na gorąco (zimą), podawane z dodatkiem kwaśnej śmietany,
- gotowanie zup na wywarze mięsnym[18],
- marynowanie warzyw (pomidorów i ogórków) oraz grzybów; często marynaty są wykonywane w domu według własnych przepisów,
- ścieranie na tarce oraz wykonywanie purée z surowców spożywczych (mięsa, ryb i warzyw), które następnie wykorzystuje się do przygotowywania różnych potraw osobno lub w kombinacji,
- dżemy głównie jednoowocowe (produkowane z jednego typu owoców) np. dżem truskawkowy, śliwkowy, wiśniowy czy z czarnej borówki[23],
- przyrządzanie potraw głównie metodą gotowania, duszenia i zapiekania[6],
- pracooszczędne i czasooszczędne potrawy jednogarnkowe, np. babka ziemniaczana podawana ze zsiadłym mlekiem[6],
- niestosowanie drożdży w kuchni starobiałoruskiej,
- częstsze pieczenie i duszenie mięsa oraz ryb zamiast smażenia,
- suszenie ryb,
- wyrabianie salami i wieprzowych parówek, także sposobami domowymi,
- wykorzystywanie do deserów leśnych owoców (czarnych borówek, poziomek, brusznicy i żurawiny) lub owoców z sadu[7],
- wieloskładnikowe sałatki, popularne stały się dopiero w XX wieku[19], mogą w swoim składzie zawierać np. szynkę, wątróbkę, warzywa, grzyby, jaja, świeżą lub kiszoną kapustę, ziemniaki, jabłka i rodzynki; poszczególne składniki w sałatkach są drobno posiekane lub utarte na tarce i dokładnie wymieszane z majonezem lub śmietaną, doprawione do smaku octem, solą, pieprzem lub cukrem[1],
- preferowanie mleka pełnotłustego do wyrobu produktów nabiałowych[24],
- stosowanie mleka do przygotowywania dań mącznych[24],
- rozgotowywanie produktów (aż do zupełnej miękkości)[6],
- zagęszczanie mąką lub krochmalem zup i sosów, stosowanie zasmażek[6],
- podawanie potraw z dodatkiem kwaśnej śmietany, aby nie tylko uwypuklić walory smakowe, ale także podnieść ich wartość odżywczą i energetyczną[6] (do zabielania zup, do sosów i placków ziemniaczanych),
- duże spożycie mięsa wieprzowego oraz słoniny (szczególnie zimą)[6].

## Stosowane surowce i półprodukty
W celach kulinarnych w tradycyjnej kuchni białoruskiej są wykorzystywane następujące surowce i produkty spożywcze:
- ziemniaki,
- kasze (pszeniczna, perłowa, gryczana),
- mięsa: wieprzowina, wołowina, mięso z kurczaka (dawniej gęś), solona słonina i wędzony boczek,
- tłuszcze: smalec, olej konopny, lniany, rzepakowy i słonecznikowy (głównie stosowane do smażenia), masło (dawniej także stosowano tłuszcz gęsi do smarowania chleba[8]), margaryna (współcześnie),
- ryby rzeczne i jeziorne (Białoruś nie ma dostępu do morza): pstrągi, okonie, karpie, węgorze i inne,
- nabiał: świeży ser biały (dawniej był suszony; obecnie twaróg spożywany jest do chleba oraz wykorzystywany do pierogów, sałatek, omletów, naleśników oraz słodkich wypieków i deserów), kwaśna śmietana, sery żółte, mleko słodkie i kwaśne, maślanka, kefir (dotarł z Kaukazu w czasach radzieckich i stał się popularnym produktem mleczarskim)[25],
- warzywa: buraki ćwikłowe, ogórki, pomidory, szczaw, kapusta świeża i kiszona, marchew, czerwona kapusta, brukiew, korzeń i natka pietruszki, szczypiorek, chrzan, cebula, czosnek, koperek,
- owoce: leśne i z sadu (jabłka, gruszki, śliwki), rodzynki, suszone jabłka,
- przyprawy: kolendra siewna, bazylia, kminek, czarny pieprz, liść laurowy, pieprz goździkowy, cynamon, majeranek, oregano, gałka muszkatołowa,
- leśne grzyby (także sproszkowane),
- inne współczesne dodatki smakowo-zapachowe: kwasek cytrynowy i ocet do regulowania kwasowości niektórych potraw, musztarda.

## Rola ziemniaka
Pierwsze plony ziemniaków na Białorusi zebrano w 1855. Klimat i położenie geograficzne sprzyjały uprawie odmian bogatych w skrobię. Pod koniec XIX wieku ziemniaki zadomowiły się w jadłospisach, pozwalając na urozmaicenie dotychczasowej diety. 
Obecnie ziemniaki stanowią podstawę tradycyjnej kuchni białoruskiej, razem z mięsem wieprzowym i grzybami. Ziemniaki nazywane są potocznie „drugim chlebem”. W kuchni białoruskiej można spotkać bogaty wybór potraw z ziemniakami, serwowanymi jako danie główne lub jako dodatek do dania głównego. 
W języku białoruskim ziemniak nazywany jest „bulbą” (бульба),  a określenie pochodzi od łacińskiego bulbus. W języku rosyjskim, który jest drugim językiem urzędowym na Białorusi, funkcjonuje termin „kartofiel” (картофель). Od wyrazu „bulba” i dużego spożycia ziemniaków wzięło się współczesne przezwisko Białorusinów „bulbasze”, czyli ludzie ziemniaków. Określenie „bulbasze” jest obraźliwe, ale akceptowane.
Ziemniaki pomogły uchronić się Białorusinom przed śmiercią głodową podczas II wojny światowej, gdyż ocalały w piwnicach domów spalonych podczas pacyfikowania wsi przez Niemców i nierzadko były potem gotowane w poniemieckich hełmach. 
Średnie spożycie wahało się w granicach 180 kg/osobę/rok, czyli o 100 kg więcej niż w Belgii. Tylko 20% białoruskiej produkcji ziemniaków pochodzi z kołchozów, podczas gdy 80% zbiorów pochodzi z przydomowych upraw i ogródków. W 2007 roku Białoruś uplasowała się na 8. pozycji wśród największych światowych producentów ziemniaków, zaś wśród konsumentów ziemniaków per capita zajęła pierwsze miejsce według danych za 2005 rok. 
Artysta Michał Aniempadystau usiłował nawet dopatrzeć się „podobieństw” między bulwami ziemniaczanymi a narodowym charakterem Białorusinów.

## Białoruski chleb
W zimnym i deszczowym klimacie uprawa żyta dawała wyższe plony niż uprawa pszenicy, dlatego na Białorusi spożywany jest głównie ciemny, kwaśny chleb żytni. Chleb był dawniej symbolem dostatku i dobrobytu. Przodkowie Białorusinów szanowali chleb. Do czasów współczesnych zachowała się tradycja powitania ważnych gości chlebem i solą jako wyraz gościnności i życzliwości gospodarzy. Obecnie chleb jest także uważany za produkt strategiczny, zapewniający bezpieczeństwo żywnościowe kraju, dlatego państwo kontroluje wszystkie etapy związane z jego produkcją, od siewu zboża do wypieku. 
Asortyment chleba na Białorusi w czasach Związku Radzieckiego był ograniczony. Po 1991 nastąpił rozwój branży piekarniczej. Współcześnie asortyment chleba w dużych sklepach jest różnorodny i liczy do 40 gatunków. Przykładami popularnych gatunków chleba są: Naroczański, Jubilarnyj, Troickij, Radziwiłłowski, Storożewskij, Dwinski, Dietkowski, Złoto pól, Znatnyj suwienirnyj, Borodinskij, Bałtycki, Majski, Aromat, Sitnyj, Darnickij i Wierchniedwinskij. W postaci zamrożonej białoruski chleb jest eksportowany głównie do Rosji, ale także do Stanów Zjednoczonych i Izraela. 
Podczas posiłków chleb zawsze znajduje się na stole, stanowiąc uzupełnienie lub dodatek do spożywanej potrawy. Z czerstwego chleba Białorusini produkują kwas chlebowy (квас), a okruchy są wykorzystywane w wielu przepisach kulinarnych.
Po dziś dzień w białoruskim przemyśle piekarniczym do produkcji chleba wykorzystuje się naturalny zakwas i wyłącznie naturalne surowce.
W Muzeum Dawnych Rzemiosł Ludowych, w Dudutkach niedaleko Mińska, mieści się dział poświęcony dawnemu wypiekowi chleba i tradycjom związanym z chlebem. Co roku jesienią w Mińsku jest organizowana wystawa chleba i wyrobów cukierniczych (Выстава Хлебная і кандытэрская справа). W Muzeum Chleba we wsi Motol można zapoznać się z procesem wypiekania chlebów obrzędowych, np. weselnego korowaju „Haspadar”.
Spożycie chleba i wyrobów piekarniczych wynosiło 93 kg na głowę w 2006 roku.

## Mięsa i wędliny
W dużych ilościach spożywana jest wieprzowina oraz lekko posolona słonina ze skórą. Z mięsa wieprzowego wyrabia się kiełbasy, wędliny, wędzony boczek i szynkę. Chude, tylne udźce wieprzowe lub baranie przeznacza się do pieczenia w dużych kawałkach jako tzw. pieczyste (пячисты), uważane za narodową potrawę białoruską i przysmak. Z mniej wartościowych kawałków mięsa produkuje się salceson. Wołowina spożywana jest w znacznie mniejszych ilościach, a baranina rzadko. W przepisach kulinarnych popularny jest kurczak, natomiast rzadziej można spotkać przepisy wykorzystujące inne gatunki ptactwa domowego, np. gęś, kaczkę czy indyka.

## Tradycyjne potrawy
Przykładami tradycyjnych potraw kuchni białoruskiej są:
- zupy: chłodnik (холодник, хладник) z młodych buraków ćwikłowych z liśćmi i młodych świeżych ogórków na kwasie buraczanym, żur (жур), zupa grzybowa (грибной квас) z suszonych białych grzybów na bazie kwasu chlebowego, gryżanka (грыжанка) z brukwy i ziemniaków, garuzok (гарбузок) z dyni na serwatce, krupnik grzybowy (крупеня грибная) z kaszą gryczaną, polewka[e] (поливка) z ziemniakami i kaszą gryczaną na kwasie chlebowym i serwatce[5], barszcz, kapuśniak[37], owsiana z suszonymi grzybami[1], zupa szczawiowa[19],
- potrawy mięsne: maczanka, bigos, „duszonka” mięsno-grzybowa (тушанка мясо-грибная), wieprzowa lub z baraniny, pieczona gęś nadziewana jabłkami, pieczeń z całego kawałka mięsa (пячисто), pieczony żołądek nadziewany farszem mięsno-gryczanym (юц (стравник) с начинкой)[5], zrazy[38],
- potrawy rybne: gałki rybne (рыбные галки) z oczyszczonego i rozdrobnionego mięsa ryb z dodatkiem przypraw (pieprz, sól, koperek, pietruszka, cebula), jaj i mąki, ugotowane w bulionie rybnym, podawane do zupy rybnej lub oddzielnie z ziemniakami i masłem; pieczone ryby słodkowodne np. leszcz lub lin; ryby (lin, jazgarz, szczupak, wzdręga) duszone z przyprawami (koperek, pietruszka, liść laurowy)[5],
- potrawy ziemniaczane: draniki, babka kartoflana, kiszka ziemniaczana[19], kopytka[5],
- potrawy mączne: kołduny[19], naleśniki (блины – bliny)[f][39], kluski (клёцки), białoruska droczena[40] (драчена белорусская) – ciasto z mąki żytniej i gryczanej oraz żółtek jaj[5],
- desery: miód, kułaga, świeże jagody i owoce, truskawki lub maliny z mlekiem i cukrem, pieczone jabłka z cukrem, słodkie naleśniki, syrniki[1][13][5]; współcześnie także lody, bita śmietana, słodkie ciasta[19]; dawniej rolę deseru pełniły też kwasy owocowe np. jabłkowy i napój sołoducha[5],
- sałatki (popularne stały się dopiero w XX wieku[19]): z białej lub czerwonej kapusty, z buraków ćwikłowych, z pomidorów, ogórków i rzodkiewki, ryżowa ze śliwkami i jajkami, panierowane plasterki oberżyny (bakłażany)[1].

## Opis tradycyjnych potraw
- Babka kartoflana – zapiekane danie z ziemniaków uprzednio startych na tarce z dodatkiem usmażonej cebuli i boczku pokrojonych w kostkę oraz jajek[41]. Ma kształt naczynia, w którym była pieczona w piekarniku, złocisto-brązową skórkę i jest szara w środku. Może być spożywana zaraz po upieczeniu lub na drugi dzień po odsmażeniu na patelni[41]. Uważana za potrawę narodową[28].
- Barszcz – zupa na wywarze z mięsa wołowego, z pomidorami i poszatkowaną kapustą oraz buraczkami ćwikłowymi; podawany z kwaśną śmietaną i koperkiem[19].
- Bliny – różne rodzaje okrągłych placuszków z masy ziemniaczanej z ewentualnym dodatkiem mąki, smażone na rumiano na patelni, często nadziewane przyprawionym mielonym mięsem, które wkłada się między dwa placuszki[42]. Wiliam Pochlebkin wymienił bliny (таркованые блины) robione z surowych ziemniaków startych na tarce z dodatkiem mąki żytniej lub gryczanej, które po usmażeniu były dodatkowo zapiekane ze śmietaną w piekarniku[5].
- Chłodnik – zupa spożywana na zimno w upalne dni, w skład której wchodzą między innymi: czerwone buraki, świeży ogórek, szczaw i wiosenna cebulka ze szczypiorkiem, serwowana z jajkiem ugotowanym na twardo, udekorowana łyżką kwaśnej śmietany i posypana drobno posiekanym koperkiem[1].
- Czebureki – duże pierogi o kształcie trójkąta nadziewane mięsem[21].
- Draniki (дранікі) – smażone na oleju placki ziemniaczane z utartych na tarce ziemniaków, do których dodaje się jajko, cebulę i sól, ale nie dodaje się mąki[28], serwowane do dania mięsnego lub osobno z kwaśną śmietaną[19] albo z maczanką[43]; mogą być też nadziewane mięsem, rybą, grzybami lub kiszoną kapustą[1].
- Kartoflaniki (картоплянікі) – pieczone w piekarniku złocisto-brązowe kulki ziemniaczane, uformowane z uprzednio ugotowanych w skórce i po obraniu startych na tarce ziemniaków z dodatkiem mąki, jajek, masła, soli i pieprzu. Podawane z podsmażoną cebulą i kwaśną śmietaną[1].
- Kiszka ziemniaczana.
- Kołduny (калдуны) – bardzo małe pierożki; małe porcje farszu z surowego mięsa oblepione ciastem takim samym jak na pierogi, które następnie są gotowane we wrzącym rosole. Kołduny lepi się podobnie jak pierogi, czyli dokładnie zlepiając brzegi ciasta wokół porcji farszu. W skład farszu wchodzi posiekane lub ewentualnie zmielone surowe mięso z udźca baraniego i polędwicy wołowej, łój cielęcy, starta cebula, majeranek oraz pieprz do smaku. Pojedynczy kołdun powinien być takiej wielkości, żeby z łatwością mieścił się w ustach[44]. Kołduny mogą stanowić samodzielne danie (polane roztopioną słoniną) lub być podawane w rosole albo w czystym barszczu czerwonym.
- Kułaga – podawany na zimno deser z leśnych borówek brusznic lub malin i sfermentowanego ciasta z mąki gryczanej, gotowanych z miodem przez dłuższy czas na małym ogniu[18][45].
- Maczanka (мачанка) – rodzaj sosu z kawałkami mięsa wieprzowego (karczku) i parówki (polskiej kiełbasy) przygotowany na wywarze mięsnym, z kwaśną śmietaną i usmażoną, drobno posiekaną cebulką, zagęszczany mąką, przyprawiony do smaku liściem laurowym i całymi ziarnami pieprzu[19][22]. Podawana jako dip do naleśników (w j. białoruskim i rosyjskim nazywanych blinami)[13]. Serwowana bez naleśników określana jest jako wereszczaka[13]. Obok wersji mięsnej, istnieje także maczanka mleczna (моканка молочная) czyli twaróg rozprowadzony mlekiem, śmietaną i maślanką aż do uzyskania gęstej jednorodnej masy, doprawiony do smaku solą, cebulką, koperkiem itp[5].
- Pielmieni – małe pierogi z nadzieniem mięsnym, serowym lub ziemniaczanym, podawane polane śmietaną lub ze skwarkami i cebulą[21], przypominające polskie uszka.
- Pi(e)rożki – bułka drożdżowa z nadzieniem słodkim (marmoladą) lub słonym (kapuścianym, serowym, ziemniaczanym) smażona na oleju[21].
- Pierekaczewnik – ciasto makaronowe układane warstwami z nadzieniem: mięsnym, serowym lub jabłkowym, zawinięte na kształt półksiężyca. Spożywane prosto z piekarnika zaraz po upieczeniu lub na zimno[46]. Danie wywodzące się oryginalnie z kuchni tatarskiej[46], przyjęte do kuchni białoruskiej.
- Syrniki (сырнікі) – małe placuszki z pełnotłustego, kremowego twarogu z dodatkiem mąki, jajek i ewentualnie cukru lub rodzynek, pieczone na oleju na patelni, po upieczeniu miękkie w środku, o chrupiącej skórce, przed konsumpcją smarowane dżemem, miodem, musem jabłkowym lub kwaśną śmietaną, mogą być też spożywane bez dodatków, podawane jako deser lub na śniadanie[47].
- Żur – wywodzi się ze starobiałoruskiej tradycji kulinarnej i występuje w kilku wariantach, np. żur mleczny z mlekiem lub śmietanką i śmietaną, doprawiony do smaku kminkiem i zielonym koperkiem, serwowany z gotowanymi ziemniakami polanymi roztopionym masłem, żur mięsny na bazie różnych gatunków mięs (szynki, kiełbasy wieprzowej i wędzonki), do którego podawane są gotowane ziemniaki polane smalcem, oraz żur postny z cebulą, kminkiem i olejem konopnym[1][5].

## Napoje

### Napoje bezalkoholowe

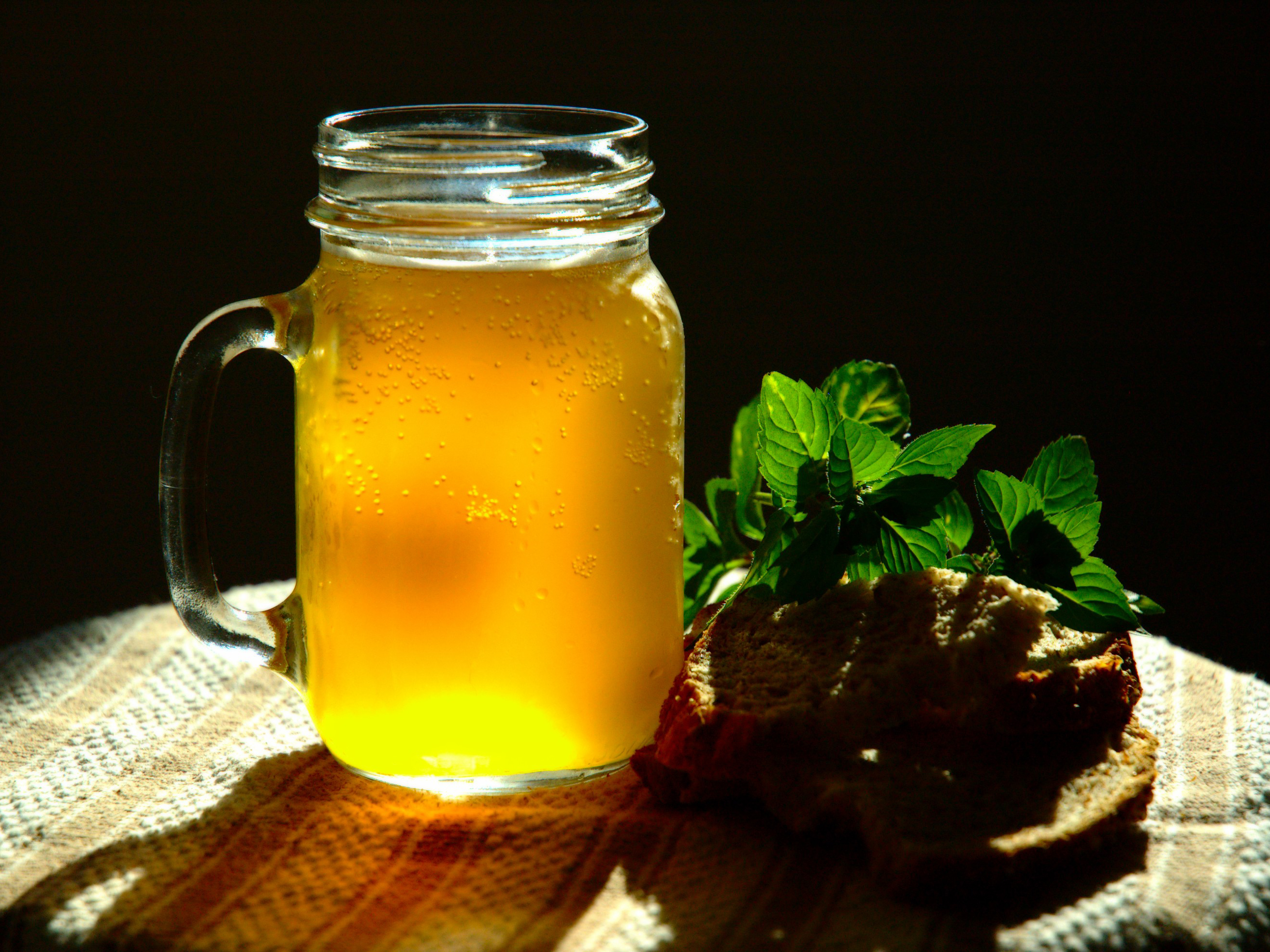
Kwas chlebowy aromatyzowany miętą

Dawnymi napojami bezalkoholowymi były m.in.: kwas chlebowy, napój z soku brzozowego i jęczmienia czyli „berezowik” (березовик), kwas jabłkowy (яблочный квас) i inne owocowe kwasy, sok brzozowy (берька) i klonowy (кляновик) pite wiosną, oraz ich kwasy, sołoducha, czyli gęsty napój z żyta i miodu. 
Współcześnie na terenie całej Białorusi jest powszechnie pita herbata i kawa. Herbata najczęściej jest pita razem z cukrem i cytryną lub dodatkiem dżemu czy miodu, natomiast nie istnieje zwyczaj jej picia z mlekiem. 
W dalszym ciągu pity jest kwas chlebowy, produkowany ze sfermentowanego chleba upieczonego z mąki pszennej, żytniej lub jęczmiennej. Kwas jest czasem aromatyzowany ziołami np. miętą lub owocami np. truskawkami czy rodzynkami, lub jest wzbogacany sokiem brzozowym. Kwas bywa podawany bez poddania procesowi filtrowania, jedynie po odstaniu. Zawiera wtedy drożdże i stanowi bogate źródło witamin z grupy B. Komercyjnie produkowany kwas jest wytwarzany przy użyciu cukru, wody sodowej, ekstraktu słodowego i sztucznych środków polepszających smak i zapach. 
Kompot robiony jest z owoców z przydomowych sadów lub czerwonej borówki, wody i cukru. Serwowany jest na zimno. Pite jest także kwaśne mleko. W handlu dostępne są też butelkowane wody mineralne gazowane, krajowe i zagraniczne. Innym napojem bezalkoholowym, który pije się na Białorusi jest kisiel (gęsty napój z owoców z mąką ziemniaczaną lub owsianą jako zagęstnikiem).

### Napoje alkoholowe

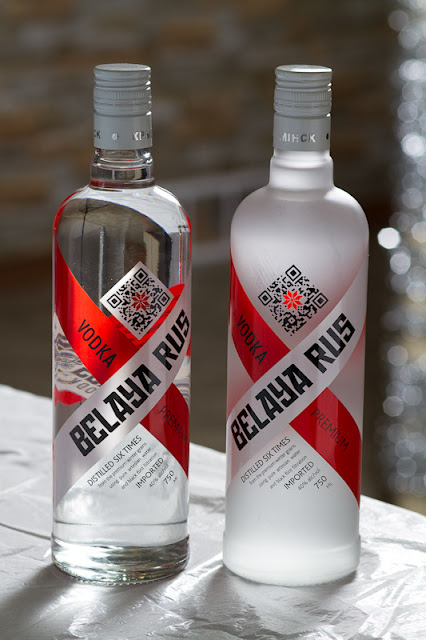
Butelki Belaya Rus

Najstarszymi napojami alkoholowymi Białorusinów były: piwo i miód pitny.
W domach szlacheckich popularne było picie likierów i nalewek. Do najpopularniejszych, będących do kupienia również obecnie, należały: 
- krupnik, który był tradycyjnie podawany na gorąco w małych kielichach[12],
- żubrówka,
- krambambula,
- trojanka.

Wódka pojawiła się na Białorusi na przełomie XV i XVI wieku i wkrótce stała się popularnym napojem, stopniowo wypierając piwo i miód. Wtedy też powstały pierwsze gorzelnie w Mińsku, Brześciu i Połocku. Oryginalnie była produkowana ze słodu żytniego. W języku białoruskim wódka nazywana jest harełką (гарэлка). 
Współcześnie na rynku dostępne są: piwo, czerwone wina z Mołdawii i Gruzji, radziecki szampan, koniaki z Armenii oraz wódka, która jest najbardziej popularnym napojem alkoholowym. Wznoszenie toastów z wódki towarzyszy ważnym świętom i imprezom towarzyskim oraz zawieraniu umów handlowych. Picie wódki z powodu ważnych okazji jest uważane za ludową tradycję Białorusinów, Rosjan i Ukraińców.
W latach 1996, 1999, 2002 i 2005 białoruska harełka została uznana za najlepszą wódkę na świecie podczas imprezy targowo-wystawienniczej Wine EXPO w Brukseli. W procesie produkcji harełki wykorzystuje się destylaty alkoholowe otrzymane z żyta lub pszenicy (nie wykorzystuje się do tego celu ziemniaków), sok brzozowy i klonowy, dębowe beczki, unikatową mieszankę ziół leśnych oraz stosuje się podwójną filtrację przez filtr z węgla drzewnego oraz filtr krzemowy. Do popularnych wódek należą:
- Чарадзей Czaradziej – zawartość alkoholu 40%, jej nazwa nawiązuje do legendarnego władcy Wsiesława Czarodzieja,
- Белая Русь Люкс Biała Ruś Luks – produkowana z wysokiej jakości alkoholu (Люкс – lux) otrzymanego z ziarna pszenicy, do produkcji używa się zmiękczonej wody i stosuje podwójny proces filtrowania przez czarny filtr krzemowy i filtr z węgla drzewnego; zawartość etanolu 40%,
- Бальзам Беларускі Balzam białoruski – lekko gorzka w smaku z delikatnym aromatem propolisowym, zawiera ekstrakty z 22 ziół i 40% alkoholu,
- Стальградская Stalhradska – 40% wódka produkowana według tradycyjnej technologii z ziarna pszenicy i słodu oraz zmiękczonej wody, która charakteryzuje się wysokim stopniem oczyszczenia alkoholu dzięki zastosowaniu procesu podwójnej filtracji,
- Мінская Mińska – jej produkcja opiera się na recepturze z 1893 przy użyciu lokalnej wody źródlanej,
- Хлебнае віно Chlebnaje wino – lekko słodka w smaku, jednym ze składników do jej produkcji jest specjalny chleb żytni,
- Супер Люкс Super Luks – produkowana według najnowszych technologii z etanolu otrzymanego z ziarna pszenicy, do produkcji używa się wody mineralnej; zawartość alkoholu wynosi 40%,
- Брэсцкая Зуброўка Brzeska żubrówka – zawiera ekstrakt z trawy żubrówki,
- Пярвач Piarwacz – tradycyjna wódka z sokiem z brzozy, jej nazwa oznacza potocznie pierwszą frakcję destylacyjną przy produkcji alkoholu.

Produkowanie samogonu na Białorusi przez obywateli jest zabronione. Przywilej pędzenia i sprzedaży ograniczonej ilości bimbru otrzymały w 2009 roku wybrane podmioty turystyczne m.in. Muzeum Ludowej Tradycji „Dudutki”, w którym można zobaczyć aparat do produkcji samogonu oraz Narodowy Park Puszcza Białowieska. Degustacja i sprzedaż samogonu zostały zalegalizowane jako atrakcja dla turystów. Według historyka Alesia Biełego masowa produkcja samogonu rozwinęła się na Białorusi w latach II wojny światowej i była związana z białoruskim ruchem oporu. Współcześnie do produkcji samogonu są również wykorzystywane ziemniaki.

## Rozkład posiłków
Tradycyjnie spożywane są trzy posiłki dziennie. Lekkie śniadanie, podczas którego konsumowany jest chleb popijany herbatą. Obiad, na który składa się zupa i danie główne oraz sałatka. Obfita kolacja złożona z tych samych dań, co obiad (lunch), lecz spożywanych w większych ilościach.

## Potrawy świąteczne
W dni świąteczne Białorusini spożywają specjalnie na tę okazję przygotowane potrawy. Świąteczny, wspólny posiłek podczas ortodoksyjnych świąt Bożego Narodzenia składa się z 12 potraw, referując do Dwunastu Apostołów zasiadających przy Ostatniej Wieczerzy. Na stole pod obrusem kładzione jest symbolicznie sianko, podobnie jak w Polsce. Dosyć podobnie wygląda to podczas obchodzenia świąt w obrządku katolickim (ok. 80% z niecałych 10 mln obywateli Białorusi to wyznawcy prawosławia, około 14% to katolicy).
Zgodnie z tradycją na prawosławnym stole wigilijnym zawsze znajduje się prosfora i naczynie z kutią, którymi na sam początek uczty dzielą się biesiadnicy. Każdy trzykrotnie sięga łyżką do miski z kutią, co stanowi symboliczne nawiązanie do Świętej Trójcy.
Specjalnie na Wielkanoc gospodynie pieką ciasto drożdżowe paschę, które w Wielką Sobotę zanosi się do cerkwi celem poświęcenia. W skład paschy wielkanocnej wchodzą, obok mąki i drożdży, jaja, mleko, masło i cukier, współcześnie także rodzynki, składniki, których nie je się podczas postu. Rodzinny przepis na paschę jest przekazywany z pokolenia na pokolenie. W Niedzielę Palmową są malowane jajka na pisanki. 
Dawniej w wielkanocnym jadłospisie białoruskiej szlachty gościły m.in. jajecznica z chrzanem oraz kawałkami różnych mięs i twarogiem, polędwica, rolada z kury, pieczeń wieprzowa z sosem grzybowym i drożdżowe rogaliki z cynamonem.  

## W przysłowiach
Wśród białoruskich przysłów można spotkać takie, w których rolę odgrywa jedzenie. Na przykład komponentem w przysłowiach są: 
- kasza i placuszki-ołady[g],
- kasza[h],
- placki-pi(e)rogi[i],
- chleb[j],
- chrzan[k],
- rzodkiew[l],
- żyto[m],
- marcepan[n].

Dwa ludowe powiedzenia mówią o znaczeniu chleba w życiu Białorusinów i szacunku, jakim go darzono:
- „To nic, że chleb z lebiodą, źle, gdy nie ma chleba”[o],
- „Będzie chleb, będzie też pieśń”[p].

## Współczesna kuchnia białoruska
W XX wieku mąka pszenna zastąpiła w przepisach kulinarnych stosowną od wieków mąkę żytnią.
Współcześnie kuchnia białoruska w dalszym ciągu opiera się na kuchni tradycyjnej, lecz ulega przeobrażeniom pod wpływem kontaktów z kuchniami innych narodów oraz w związku z dostępnością na rynku produktów spożywczych i przypraw z całego świata. W restauracjach obok dań białoruskich, rosyjskich i radzieckich można też coraz częściej spotkać dania włoskie, chińskie i japońskie.
W ciągu ostatnich 20 lat, licząc od końca XX wieku, wyraźnie wzrosło zainteresowanie tradycyjną kuchnią białoruską, o czym świadczy liczba wydawanych książek i artykułów na ten temat, badania o charakterze historycznym, etnograficznym i antropologicznym, oraz podjęcie próby jej odtworzenia.
W 2013 roku powstało stowarzyszenie kucharzy-szefów metropolitalnych restauracji „Суполкакухараў”, którego głównym celem jest podejmowanie akcji mających za zadanie doprowadzenie do odrodzenia tradycyjnej kuchni białoruskiej.